# Paulo de Faria
Paulo de Faria é um município brasileiro do estado de São Paulo. Localiza-se a uma latitude 20º03'09" sul e a uma longitude 49º40'05" oeste, estando a uma altitude de 444 metros acima do nível do mar. A cidade tem uma população de 7.400 habitantes (IBGE/2022) e área de 738,3 km². Paulo de Faria pertence à Microrregião de São José do Rio Preto. Essa cidade faz parte da região metropolitana de São José do Rio Preto Em 2018 a cidade passou a se tornar município de interesse turístico.

## História
Em 1911, Peregrino Benelli e sua esposa doaram terras à diocese, na época, pertence à Barretos. A primeira freguesia foi chamada de Arraial dos Patos. No Arraial dos Patos, foi criado em 1913 um Distrito Policial, subordinado à Barretos e, quatro anos depois, transferido para Olímpia.
Foi criado o distrito com a denominação de Patos, em 29 de novembro de 1921, pertencente ao município de Olímpia. O Distrito de Paz é criado pelo Decreto n.º 9775, de 30 de Novembro de 1938, e Patos torna-se município, porém teve sua denominação alterada para Paulo de Faria, homenagem do então interventor do Estado de São Paulo, Adhemar Pereira de Barros, ao seu ex-secretário, falecido em acidente aéreo.
A Comarca de Paulo de Faria foi instalada no dia 29 de janeiro de 1955. O município de Paulo de Faria foi criado com dois distritos: Orindiúva e Veadinho do Porto (atual Riolândia). Esses dois distritos conseguiram sua emancipação e Paulo de Faria passou a constituir-se somente do Distrito Sede.

## Geografia

### Meio ambiente
Possui uma Estação Ecológica com bioma de floresta estacional e cerrado em uma área de 435 ha. Foi criada pelo decreto 17.724 (23 de Junho de 1981).
Situada à margem do Rio Grande (Represa de Água Vermelha), a unidade caracteriza-se por relevo de colinas amplas, com altitudes entre 400 e 495 metros, e estação seca de abril a setembro.
Sua vegetação, como Floresta Estacional Semidecidual, conserva espécies como angico, maria-mole, aroeira, ipê - branco, cedro, copaíba, jequitibá, jatobá e peroba-rosa.
Em sua fauna destacam-se o lobo-guará, o macaco-prego, o bugio-preto, o sagui-do-tufo-preto e o tamanduá-bandeira.
Informações sobre a Estação Ecológica podem ser encontradas em Estação ecológica

### Hidrografia
- Rio Grande
- Rio Turvo
- Córrego dos Patos (afluente do Rio Grande)

E vários outros córregos menores também afluentes do  Rio Grande  e do Rio Turvo.

### Rodovias
- SP-322

## Demografia
Dados das Estimativas - 2011
População Total: 8.598
- Urbana: 7.759
- Rural: 839
- Homens: 4.303[9]
- Mulheres: 4.295

Densidade demográfica (hab./km²): 11,63
Dados do Censo - 2000
- Mortalidade infantil até 1 ano (por mil): 23,07
- Expectativa de vida (anos): 67,77
- Taxa de fecundidade (filhos por mulher): 2,50
- Taxa de Alfabetização: 87,62%
- Índice de Desenvolvimento Humano (IDH-M): 0,754
- IDH-M Renda: 0,701
- IDH-M Longevidade: 0,713
- IDH-M Educação: 0,848

(Fonte: IPEADATA)

## Política e administração

### Lei Orgânica
O Município de Paulo de Faria, depois das reuniões da Assembleia Municipal Constituinte, teve sua Lei Orgânica promulgada. Sua promulgação se deu em 1990.

## Infraestrutura

### Comunicações
O sistema de telefones automáticos foi inaugurado na cidade em 1981 pela Telecomunicações de São Paulo (TELESP), que também implantou o sistema de discagem direta à distância (DDD) em 1981 com o código de área (0172). Anteriormente a cidade era atendida pela Companhia Telefônica Brasileira (CTB).
Na década de 90 o código DDD da cidade foi alterado para (017), para padronização do sistema telefônico com a telefonia celular que estava sendo implantada em todo o estado.

## Religião
O Cristianismo se faz presente na cidade da seguinte forma:

### Igreja Católica
- A igreja faz parte da Diocese de Votuporanga.[15]

### Igrejas Evangélicas
- Assembleia de Deus Ministério do Belém.[16][17]
- Congregação Cristã no Brasil.[18]
- Igreja Presbiteriana Independente do Brasil.[19]